# 조규찬 (1909년)
조규찬(曺圭瓚, 1909년 8월 14일 ~ 1997년 6월 26일)은 대한민국의 독립운동가이다.

## 생애

### 주요 경력
전라남도 화순에서 출생하였으며 지난날 한때 전라북도 정읍에서 잠시 유아기를 보낸 적이 있고 전라북도 전주에서 성장한 그는 전주고보 졸업 이후 1931년 4월 경성제국대학교 법학과(京城帝國大學校 法學科)에서 신현중(愼弦重) 등과 같이 조선독립과 반제운동을 위하여 동교내의 비밀결사인 독서회(讀書會)를 조직하고 활동하였다. 또한 발전적인 반제부(反帝部)로 개편하고 경성부 부내 각급 학교와 연계하여 공작조직을 확대하고 반제학생협의회(反帝學生協議會)를 결성하였다. 또 한편으로는 만주사변(滿洲事變)을 일으키고 식민지화를 위해 침략전쟁에 광분하고 있는 일본제국주의에 반대하는 반제신문(反帝新聞) 및 격문을 간행하여 반포하고 활동하다가 피체되었고 끝내 경성제대에서 퇴학 조치 처분되었다. 그 후 1932년 11월 22일 경성지방법원에서 소위 치안유지법 위반으로 징역 2년형 및 집행유예 3년을 선고받았다. 이후 1935년에서 1948년까지 한국독립당 초급행정위원을 지냈고 이후 한국독립당 초급행정위원 직위 퇴임과 함께 한국독립당 탈당하였다. 그 후 1968년에서 1971년까지 신민당 전임고문 직위를 지냈으며 1971년 신민당 탈당을 하였다.

## 서훈
대한민국 정부는 그의 공훈을 기리고자 1986년 대한민국 대통령 표창장을, 1990년 대한민국 건국훈장 애국장을 각각 수여하였다.

## 사후
대한민국 서울에서 별세한 그의 유해는 대한민국 국립 대전현충원에 안장되어 있다. 